# Laurie Lipton
Laurie Lipton es una artista estadounidense afincada en Londres desde 1986. Es conocida por sus tétricos dibujos y su trabajo en dibujo a lápiz.
Laurie Lipton nació en Nueva York y comenzó a dibujar a la edad de cuatro años. Fue la primera persona en graduarse por la Universidad Carnegie-Mellon de Pensilvania en Bellas Artes por el Grado en Dibujo (con honores). Ha vivido en Holanda, Bélgica, Alemania y Francia y ha fijado su domicilio en Londres desde 1986. Sus trabajos han sido expuestos en Europa y Estados Unidos. Lipton se inspiró en las pinturas religiosas de la Escuela Flamenca.
La artista trató de aprender del estilo de los maestros del arte holandés de siglo XVI. Durante su viaje de estudios por Europa, comenzó a desarrollar su propia técnica de dibujo peculiar que aumenta el tono con unos miles de líneas de sombrear, empleando témpera. Esto es un modo insano de dibujar, dice ella, pero el detalle y la luminosidad justifican la cantidad de esfuerzo.

Mis dibujos toman más tiempo para ser creados que una pintura de tamaño igual y detalle. Esto era todo el arte abstracto y conceptual cuando asistí a la universidad. Mis profesores me dijeron que el arte figurativo era  'hacia fuera' en la Edad Media y que yo debería expresarme usando la forma y formas, pero los chapoteos sobre la lona y rocas en el suelo me aburrieron. Yo sabía lo que quería: Quise crear algo que nadie alguna vez había visto antes, algo que se escondía en lo más profundo de mi ser. Solía sentarme durante horas en la biblioteca y copiar a Durero, Memling, Van Eyck, Goya y Rembrandt. La  fotógrafa Diane Arbus era otra de mis inspiraciones.   Su empleo del blanco y negro golpeó en mi corazón.  El blanco y negro es el color de fotografías antiguas y viejos programas de televisión … ello son el color de fantasmas, deseo, tiempo pasando, la memoria, y la locura. Blanco y negro dolido. Descubrí que era perfecto para las imágenes de mi trabajo.
Laurie Lipton